# Christian Bohr
Christian Harald Lauritz Peter Emil Bohr (1855–1911, nascido em Copenhagen) foi um médico dinamarquês, pai do físico Niels Bohr, do matemático Harald Bohr e avô do físico Aage Niels Bohr. Ele casou-se com Ellen Adler em 1881.

## Vida Pessoal
Formou-se em 1880, aos cuidados do professor Carl Ludwig na Universidade de Leipzig, foi Ph.D em fisiologia e foi nomeado professor de fisiologia na Universidade de Copenhague em 1886.
Em visão religiosa, Bohr fez parte do Luteranismo. Mais tarde, se tornou ateu.
Foi sepultado em Cemitério Assistens